# Breakpoint

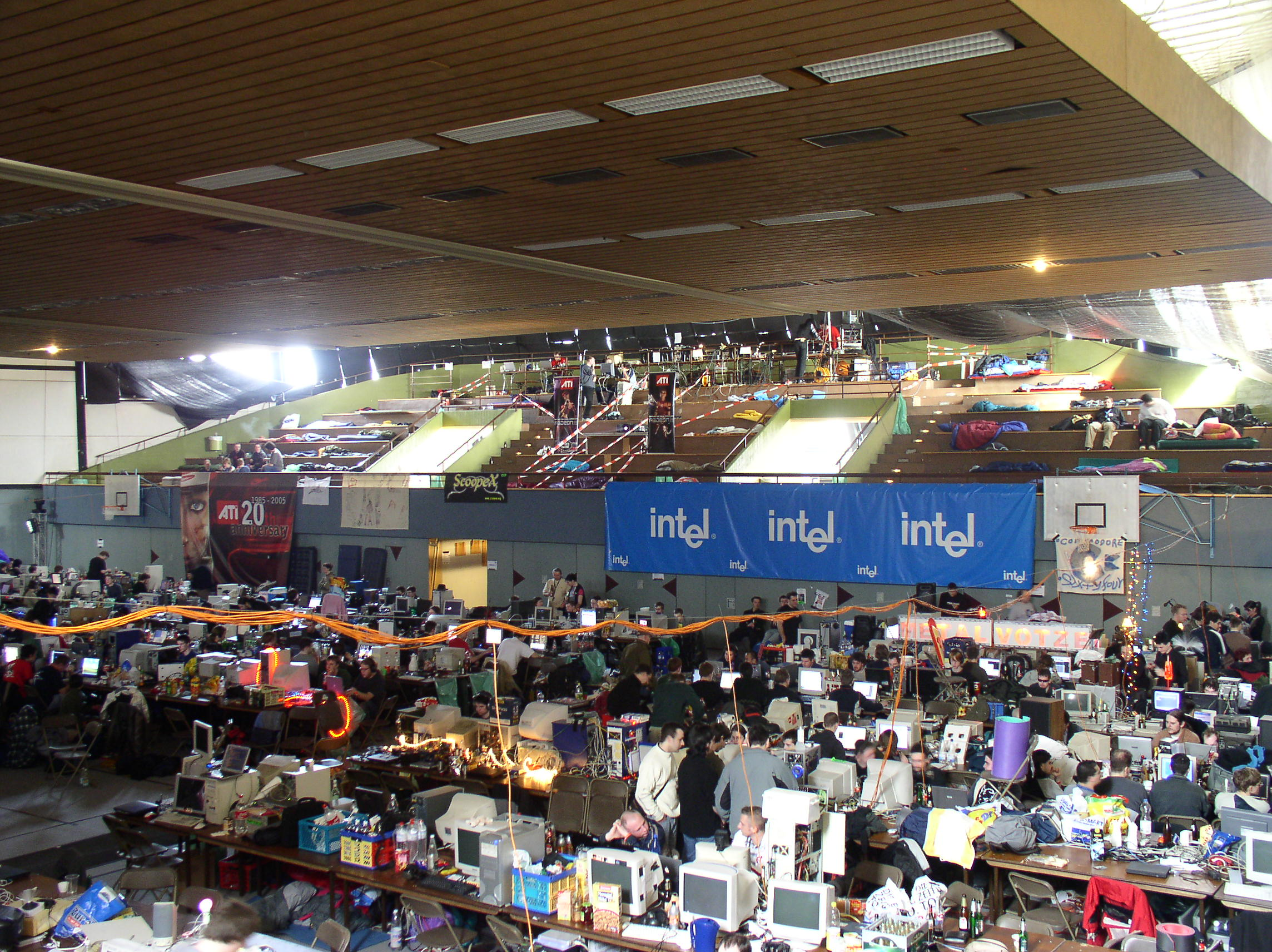
Die Haupthalle während der BP 2005.

Die Breakpoint (BP) war zwischen 2003 und 2010 das größte Treffen der Demoszene in Deutschland (und zeitweise auch weltweit) und fand jährlich über Ostern in Bingen am Rhein statt. Im Mittelpunkt der Veranstaltung standen die Wettbewerbe zur Kürung der besten Demo in verschiedenen Kategorien. Dabei handelt es sich um digitale Werke, die verschiedene Gruppen auf den unterschiedlichsten Rechner-Plattformen monate-, manchmal jahrelang im Vorfeld programmiert haben. So wurden auf der Breakpoint unter anderem die Scene.org-Awards verliehen, eine der bekanntesten Auszeichnungen innerhalb der Szene.

## Geschichte

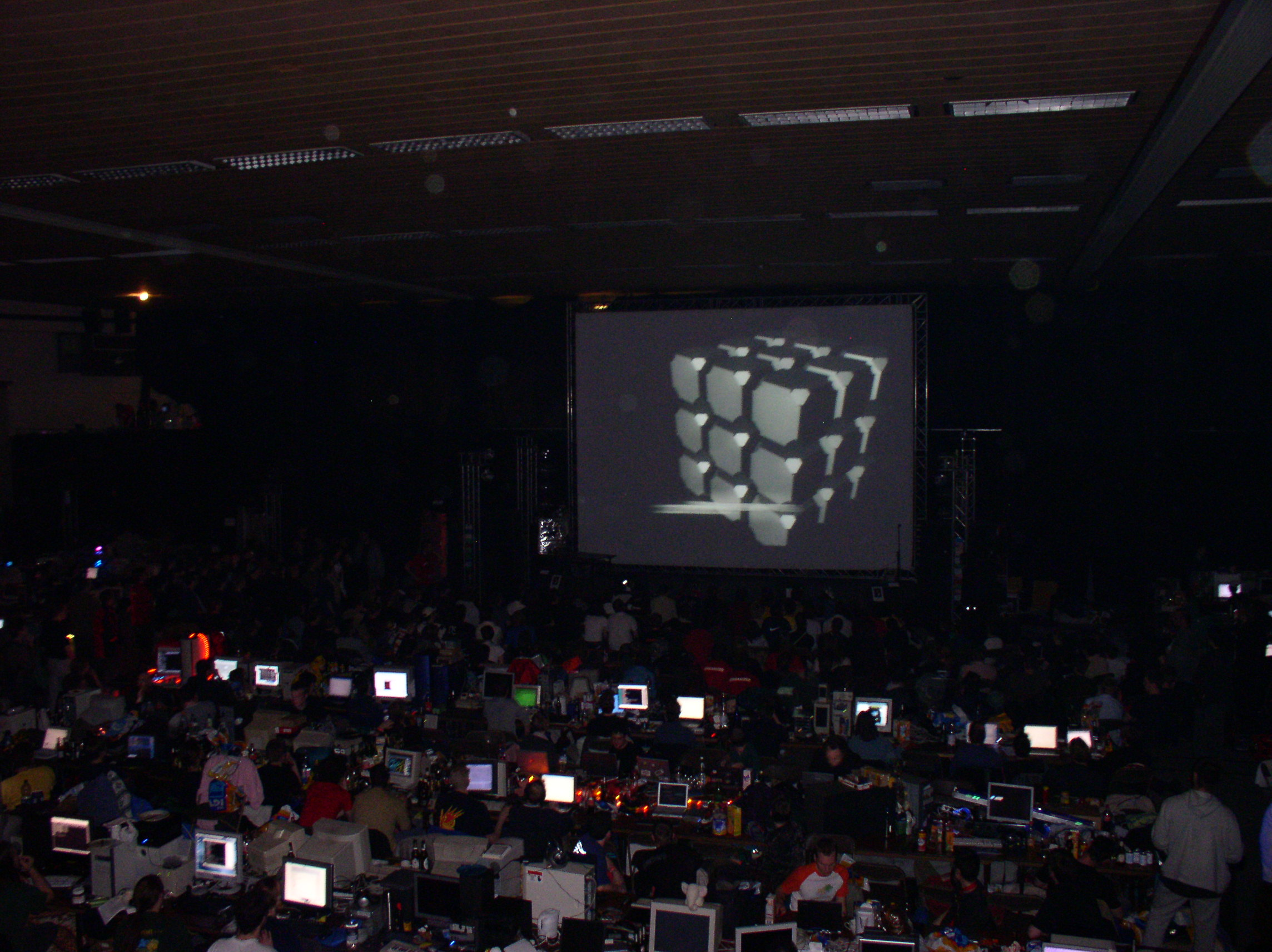
Eine auf der BP 2005 vorgeführte Demo.

Die Breakpoint war seit 2003 der Nachfolger zur Mekka & Symposium, die 2002 das letzte Mal stattfand; nach Unstimmigkeiten innerhalb der Veranstalter wurde die Mekka & Symposium danach nicht mehr ausgerichtet. Viele von ihnen sind jedoch bei der Organisation der Breakpoint untergekommen, die 2003 erstmals veranstaltet wurde und als Nachfolgeparty betrachtet werden kann. Zwar konnte die Breakpoint die damaligen Besucherzahlen von über 1300 nicht übertreffen, kam diesen jedoch mit knapp 1100 Besuchern sehr nahe.
Neben dem Gründer und Hauptorganisator Simon „scamp“ Kissel wurde die Veranstaltung von zuletzt rund 60 ehrenamtlichen Helfern aus der Demoszene organisiert. Zusätzliche Unterstützung erhält das Organisationsteam durch den Verein für Digitale Kultur e.V., der auch die zweitgrößte deutsche Demoparty organisiert: Die jährlich im August stattfindende Evoke. Seit 2005 wurde das ursprünglich für die tUM-Party entwickelte CMS PartyMeister für die Organisation der Party verwendet.
Ab 2004 finanzierte sich die Breakpoint vor allem durch die namhaften Sponsoren ATI (bis 2006) und Intel, im Jahr 2007 kam Commodore Gaming dazu. ATIs Platz als Sponsor hatte 2008 Nvidia eingenommen. Sie stellten neben technischem Equipment auch Preise für die Sieger der Wettbewerbe. Auf der Breakpoint 2004 hatten die Sponsoren erstmals auch Workshops veranstaltet, beispielsweise zu Pixelshadern auf ATI-Grafikkarten. Aber auch Ikonen aus der Demoszene selbst verrieten dort in dreiviertel- bis einstündigen Seminaren ihre Tricks.
Vor allem alternative Plattformen wie der Amiga oder der Commodore 64 fanden auf der Breakpoint noch ernstzunehmende Wettbewerbe und stellten einen nicht geringen Anteil der mitgebrachten Computer. Als bekannteste Demo, die auf der Breakpoint veröffentlicht wurde, gilt fr-025: the.popular.demo der Gruppe Farbrausch aus dem Jahr 2003, das auch weit über die Grenzen der Demoszene hinaus Bekanntheit erlangte.

### 2009: Brokepoint
Im Jahr 2009 hatte die Breakpoint mit großen finanziellen Problemen zu kämpfen. Durch die Absage der bisherigen Hauptsponsoren aufgrund der Finanzkrise fehlte mehr als die Hälfte des benötigten Budgets. Die Veranstaltung wurde deshalb für kurze Zeit ironisch in Brokepoint umbenannt. Kurz vor Beginn der Veranstaltung konnten die Organisatoren das fehlende Geld schließlich durch Spenden von Mitgliedern der Demoszene und durch das einspringen von 20th Century Fox mit dessen Film X-Men Origins: Wolverine als einer der Hauptsponsoren doch noch aufbringen. In diesem Rahmen wurde ein zusätzlicher „Wolverine“-Contest für Demos, Videos, Grafik und Musik ausgerufen zu dem Material und Artwork des Films bereitgestellt wurde. Die Breakpoint stellte trotz der schlechten Vorzeichen am Osterwochenende 2009 einen neuen Besucherrekord auf. Die Veranstalter, die ursprünglich nur sieben Jahre lang die Breakpoint ausrichten wollten, kündigten am Ende der Veranstaltung an, ebenfalls wieder die Breakpoint 2010 organisieren zu wollen.

### 2010: like there's no tomorrow
Auf der offiziellen Website wurde bekanntgegeben, dass die Breakpoint 2010 zum letzten Mal stattfinden würde. Als Gründe wurden unter anderem das „Altern“ der Szene genannt, denn trotz großer Besucherzahlen gab es nahezu keine Neuzugänge unter den Teilnehmern, aber auch, dass es heutzutage viele alternative Angebote gibt, bei denen Programmierer und Grafiker zusammenkommen.

### Nachfolger
Auf der tUM-Party 2010 wurde zur Revision-Party in Saarbrücken eingeladen, einer ebenfalls vom Verein „Tastatur und Maus“ organisierten Nachfolgerparty, die die Breakpoint als weltgrößte Demoszene-Party ersetzen sollte.